# Kerrera
Kerrera (Cearrara (pronuncieu [ˈkʰʲɛrˠəɾə]) en gaèlic) és una illa de les Hèbrides Interiors, situada al nord-oest d'Escòcia. Es troba enfront de la costa escocesa, propera a la ciutat d'Oban. Té una superfície de 1.214 hectàrees i una població que el 2005 era de 35 persones. El punt més alt de Kerrera és el Carn Breugach, de 189 metres d'altura.
L'illa és coneguda per les runes del Castell de Gylen, construït el 1582. Kerrera és també el lloc on Alexandre II d'Escòcia va morir el 1249. Avui, la major part de l'illa és propietat dels McDougalls de Dunollie, descendent del Príncipe Somerled d'Escòcia.
Lés indústries principals de l'illa són l'agricultura i el turisme.

Mapa de l'illa.